# Saint-Martin-Valmeroux
Saint-Martin-Valmeroux (okzitanisch Sant Martin de Valmaron) ist eine französische Gemeinde mit 713 Einwohnern (Stand 1. Januar 2022) im Département Cantal in der Region Auvergne-Rhône-Alpes (vor 2016 Auvergne); sie gehört zum Arrondissement Mauriac und zum Kanton Mauriac.

## Geographie
Saint-Martin-Valmeroux liegt etwa 25 Kilometer nördlich von Aurillac an der Maronne. Umgeben wird Saint-Martin-Valmeroux von Saint-Bonnet-de-Salers im Norden, Saint-Paul-de-Salers im Osten, Fontanges im Osten und Südosten, Saint-Projet-de-Salers im Südosten, Saint-Chamant im Süden, Saint-Cirgues-de-Malbert im Südwesten, Sainte-Eulalie im Westen sowie Drugeac im Nordwesten.
Durch die Gemeinde führt die frühere Route nationale 680 (heutige D680).

## Geschichte
1972 wurde die Ortschaft Saint-Rémy-de-Salers an die Gemeinde angeschlossen.

## Bevölkerungsentwicklung
| Jahr      | 1962 | 1968 | 1975 | 1982 | 1990 | 1999 | 2006 | 2018 |
| Einwohner | 981  | 992  | 1099 | 1009 | 1012 | 911  | 872  | 727  |

Quellen: Cassini und INSEE

## Sehenswürdigkeiten
- Kirche Saint-Martin, Monument historique
- Burg Crèvecœur aus dem 13. Jahrhundert
- Schloss Bezou
- Herrenhaus von Saint-Pol
- Markthalle aus dem 19. Jahrhundert, seit 1947 Monument historique

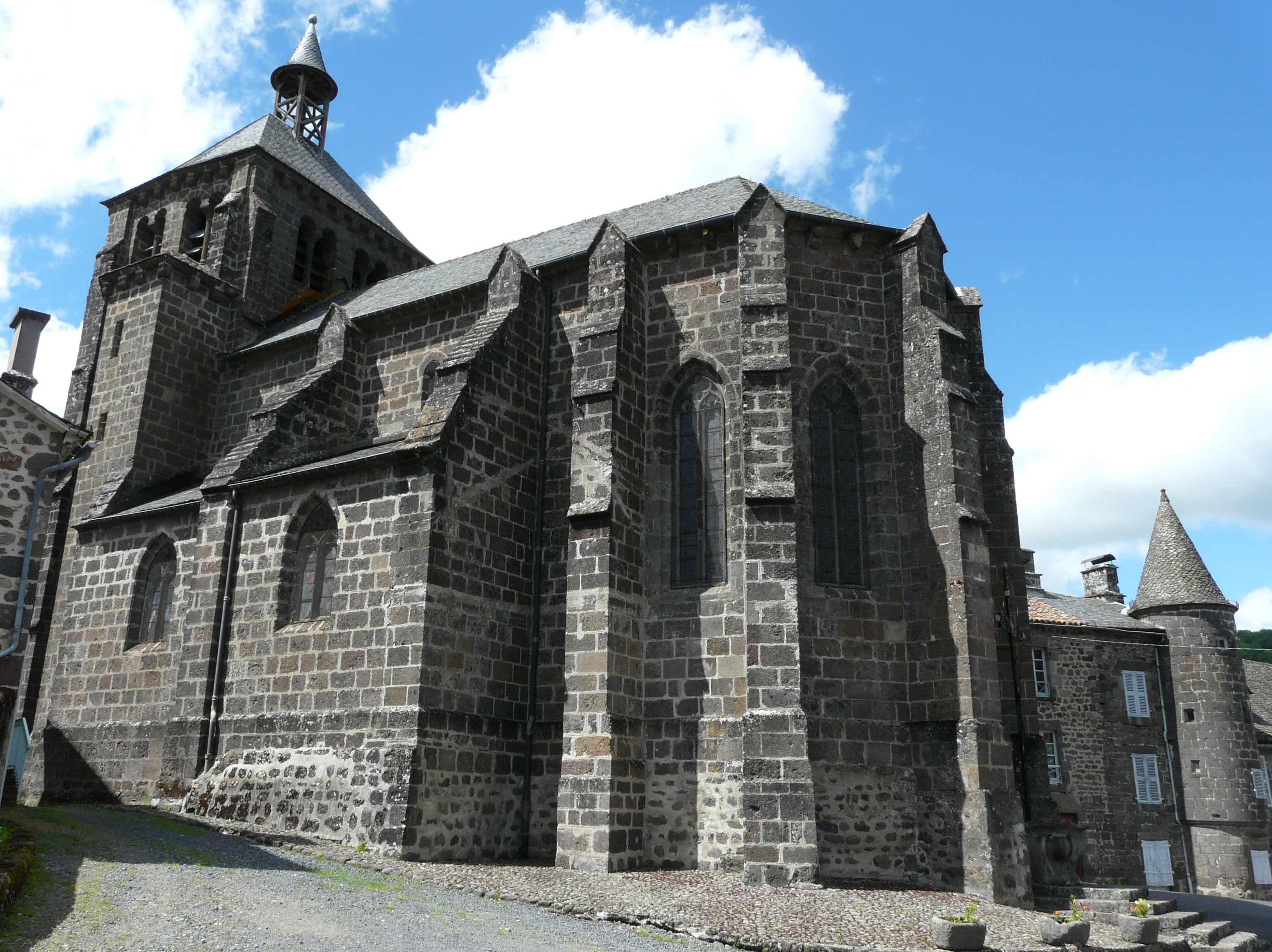
Kirche Saint-Martin
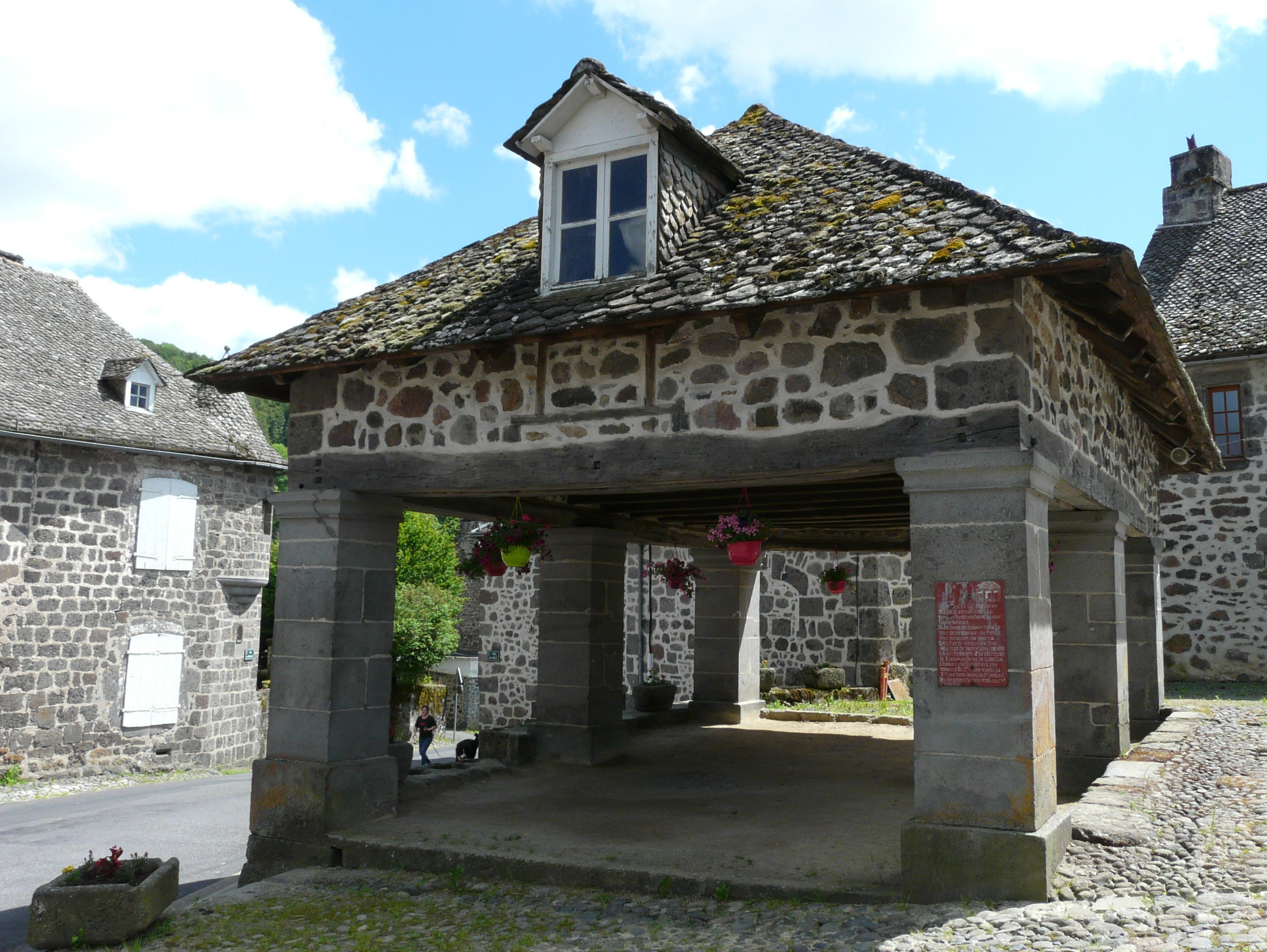
Markthalle